# فرانك جاي هيكر
فرانك جاي هيكر (بالإنجليزية: Frank J. Hecker)‏ هو شخصية أعمال أمريكي، ولد في 6 يوليو 1846 في مقاطعة واشتيناو في الولايات المتحدة، وتوفي في 1927.